# 澤萊內哈伊 (塞梅尼夫卡市鎮)
52°9′45″N 32°46′17″E / 52.16250°N 32.77139°E
參數所指定的目標頁面不存在，建議更正成存在頁面或直接建立下列一個頁面（建立前請先搜尋是否有合適的存在頁面可以取代）：
- 澤萊內哈伊

澤萊內哈伊（烏克蘭語：Зелений Гай）是烏克蘭北部切爾尼戈夫州諾夫霍羅德-錫韋爾斯基區塞梅尼夫卡市鎮的村莊，面積0.05平方公里，海拔高度152米，2001年人口19，人口密度每平方公里380人。